# Marie-Marguerite Carreaux de Rosemond
Marie-Marguerite Carreaux de Rosemond, numită uneori Carraux de Rozemont (n. 12 septembrie 1765, Collombey⁠(d), Collombey-Muraz⁠(d), Cantonul Valais, Elveția – d. 12 noiembrie 1788, Paris, Regatul Franței) a fost o pictoriță franceză.
Carreaux de Rosemond a fost o elevă a pictoriței Adélaïde Labille-Guiard, una dintre cele nouă femei tinere a căror activitate a fost remarcată la Expositions de la jeunesse; ea a fost remarcată de critici alături de Marie-Gabrielle Capet și de domnișoara Alexandre, astfel că ea și Capet au fost cele două eleve alese să fie prezente în Autoportret alături de două eleve, aflat acum la Metropolitan Museum of Art. Poate fi văzută și într-o schiță desenată cu peniță și cerneală de John Trumbull aflat într-o vizită la studioul lui Labille-Guiard în 1786. Carreaux de Rosemond s-a căsătorit cu gravorul Charles Clément Balvay în 1788, dar a murit mai târziu în același an în galeriile din Luvru.